# Heiko Harborth
Heiko Harborth, född 11 februari 1938, i Celle, Tyskland är professor i matematik vid Braunschweigs tekniska universitet sedan 1975 och författare till minst 188 publikationer inom matematik. Han arbetar huvudsakligen inom talteori, kombinatorik och diskret geometri.

## Karriär
Harborth har varit instruktör eller professor vid Braunschweigs tekniska universitet sedan han studerade där och fick sin doktorsexamen 1965 under Hans-Joachim Kanold.
Harborth är medlem av New York Academy of Sciences, Braunschweigische Wissenschaftliche Gesellschaft, Institute of Combinatorics and its Applications och många andra matematiska sällskap.
Harborth sitter för närvarande i redaktionerna för Fibonacci Quarterly, Geombinatorics, Integers: Electronic Journal of Combinatorial Number Theory. Han tjänstgjorde 1988 - 2001 som redaktör för Mathematische Semesterberichte.
Harborth delade 2007 Eulermedaljen med Stephen Milne.

## Arbete

Harborthgrafen.

Harborths forskning sträcker sig över kombinatorik, grafteori, diskret geometri och talteori.
År 1986 presenterade Harborth den graf som kom att bära hans namn: Harborthgrafen. Den är den minsta kända 4-reguljära tändsticksgrafen, med sina 52 noder och 102 kanter.
Inom talteorin har Stolarsky–Harborthkonstanten uppkallats efter honom och Kenneth Stolarsky.

## Privatliv
Habort gifte sig med Karin Reisener och fick två barn med henne. Han blev änkling 1980. Han gifte om sig med Bärbel Peter 1985 och har härigenom även tre styvbarn.